# ليو شميت
ليو شميت (بالألمانية: Leo Schmidt)‏ هو مؤرخ الفن ألماني، ولد في 1953 في Seeg ‏ في ألمانيا.